# Anemia alternifolia
Anemia alternifolia är en ormbunkeart som beskrevs av John T. Mickel. Anemia alternifolia ingår i släktet Anemia och familjen Anemiaceae. Inga underarter finns listade.